# 金鉱山整備令
金鉱山整備令（きんこうざんせいびれい）とは、日本の金鉱山史の転換点となった1943年(昭和18年)の政策。輸入決済のため金増産を奨励してきたが、開戦により軍需物資輸入が困難になると一転して金鉱を閉山した。
金鉱山整備令は単一の法令ではなく、1942年(昭和17年)10月22日「金鉱業及び錫鉱業ノ整理ニ関スル件」第一次閣議決定・
1943年1月22日「金鉱業ノ整備ニ関スル件」第二次閣議決定・
1943年4月9日「金鉱業整備に関する方針要旨」商工省よりなる。
金鉱業整備令・金山整備令・金鉱整備令・金整備令とも呼ぶ。

## 概要
第二次世界大戦開戦前、金本位制のもとで欧米からの資材輸入の決済に必要な金保有量を増やすため、政府は買取価格を引き上げて金の採掘を奨励した。
1897年(明治30年)に施行された貨幣法により金一匁(＝3.75g)5円と定められた価格が、
1932年の「金地金買上並輸出手続」で金一匁7円25銭、
1934年(昭和9年)の「日本銀行金買入法」により金一匁12円となり、
1938年(昭和13年)5月には日本銀行の買入価格は金一匁14円43銭と6年間で3倍近くに引き上げられた。
また1937年(昭和12年)に「産金買上規則」(大蔵省)・「産金奨励規則」(商工省)などの省令により金産出量に応じた割増金の交付や探鉱・選鉱場設置・精錬所設置に奨励金が交付され、金鉱鉄道運賃の引下げ・機械類の無料貸与などもおこなわれた。
さらに同年「産金五ヶ年計画」も策定され金増産の道すじが示された。
これにより日本国内では多数の金鉱山が開発・操業され増産体制がとられた。

しかし対英米開戦に伴い欧米からの輸入による軍需資材が途絶えると海外支払い用としての金(ゴールド)の意義が薄れた。そして銅・鉄・石炭・鉛・亜鉛・マンガンなど戦争に直接的に必要な鉱物資源を自給するため、金鉱山を閉鎖し資材・労力を振り向けることとした。すべての金鉱山は原則として休・閉山となった。
ただし金以外に銅その他の重要鉱物を産出する鉱山、銅精錬に必要な珪酸塩を産出する鉱山は操業を認められた。また大規模な金鉱山は戦争終結後に備えて操業はしないものの保坑された。例えば北海道では恵庭鉱山、珊瑠鉱山など45鉱山ほどが操業していたが3鉱山(沼の上、音羽、手稲)となり、2鉱山(鴻之舞鉱山、千歳鉱山)が保坑されるのみとなった。閉山となった金鉱山の操業権は戦時国策会社である帝国鉱業開発株式会社に移された。操業を停止した金鉱山の人員と機材は、他の鉱山の増産に振り向けられた。操業停止となった金鉱山は、排水ポンプの稼動停止などにより坑道が水没するなどの被害が発生したケースもあり、戦後の再稼動には時間を必要とした。